# Вебер, Сергей Фёдорович
Сергей Фёдорович Вебер (22 июля 1857 — 16 марта 1927) — русский государственный деятель, тайный советник (1906).

## Биография
Дворянин Харьковской губернии. Учился в 3-й Харьковской гимназии и на юридическом факультете Харьковского университета, который окончил в 1879 году. В 1883 году поступил на службу в министерство финансов сверхштатным чиновником особых поручений Харьковской казённой палаты. Затем — и.д. податного инспектора 1-го участка Харькова (1885). С 1889 — начальник 1-го отделения Харьковской казённой палаты.
С 1892 года — управляющий Орловской казённой палатой. Неоднократно был вызываем из Орла в Петроград для участия в различных комиссиях по Министерству Финансов и принимал деятельное участие в составлении законопроекта о Государственном промысловом налоге.
С 1895 работал в центральных учреждениях министерства финансов, был вице-директором (1895) и директором (1905) Департамента государственного казначейства. Во время его управления департаментом, в связи с изменившимся после учреждения Государственной Думы и преобразования Государственного Совета порядком составления и рассмотрения бюджета, был произведен ряд работ, из которых следует отметить новую классификацию расходной росписи, принятую и законодательными учреждениями.
3 января 1898 года произведен в действительные статские советники. 1 января 1906 года произведен в тайные советники.
С 1909 — товарищ министра финансов.
С 1914 года член Государственного совета по назначению, входил в группу центра.
В 1915—1917 годах — председатель постоянного междуведомственного совещания для рассмотрения вопросов по применению законодательства о призрении лиц, призванных на войну, и их семей, при Верховном совете по призрению семей лиц, призванных на войну.
С июля 1917 назначен сенатором.
В 1918 — член комиссии для выработки проекта договора РСФСР с Финляндией. Осенью 1919 петроградским отделом Национального центра намечался в министры финансов постбольшевистского правительства, за что был арестован, но затем освобожден.
В 1920-е годы жил в Ленинграде, возглавлял Бюджетную комиссию Института экономических исследований при Наркомфине.
Умер в 1927 году, похоронен на Никольском кладбище Александро-Невской Лавры.

## Награды
- Орден Святого Станислава 1-й степени (1905)[1]
- Орден Святой Анны 1-й степени (1910)[1]
- Орден Святого Владимира 2-й степени (1914)[1]
- Медаль «В память царствования императора Александра III» (1896)[1]
- Медаль «В память 300-летия царствования дома Романовых» (1913)[1]
- Орден Тадж (1910, Бухарский эмират)[1]

## Семья
Был женат на Юлии Викторовне Лапотниковой, двое детей.